# (18786) Tyjorgenson
(18786) Tyjorgenson (1999 JS53) – planetoida z pasa głównego asteroid okrążająca Słońce w ciągu 4 lat w średniej odległości 2,52 j.a. Odkryta 10 maja 1999 roku.